# 덩위청
덩위청(중국어 정체자: 鄧宇成, 간체자: 邓宇成, 병음: Dèng Yǔchéng, 한자음: 등우성, 1999년 4월 25일~)은 중화민국의 양궁 선수이다. 주 종목은 리커브로 2020년 하계 올림픽 양궁 남자 단체전에서 은메달을 획득했다.